# كيريلو سيدورينكو
كيريلو سيدورينكو (بالأوكرانية: Сидоренко Кирило Володимирович)‏ هو لاعب كرة قدم أوكراني في مركز الدفاع، ولد في 25 يوليو 1985 في دنيبرو في أوكرانيا. لعب مع أرسنال كييف ودينامو مينسك ونادي أوليكساندريا ونادي إيليتشيفيتس ماريوبول ونادي تيراسبول ونادي دنيبرو دنيبروبتروفسك.

## وصلات خارجية
- كيريلو سيدورينكو على موقع اتحاد أوكرانيا (الإنجليزية)
- كيريلو سيدورينكو على موقع قاعدة بيانات كرة القدم.إي يو (الإنجليزية)
- كيريلو سيدورينكو على موقع Soccerway.com (الإنجليزية)